# Jean-Pierre Camus

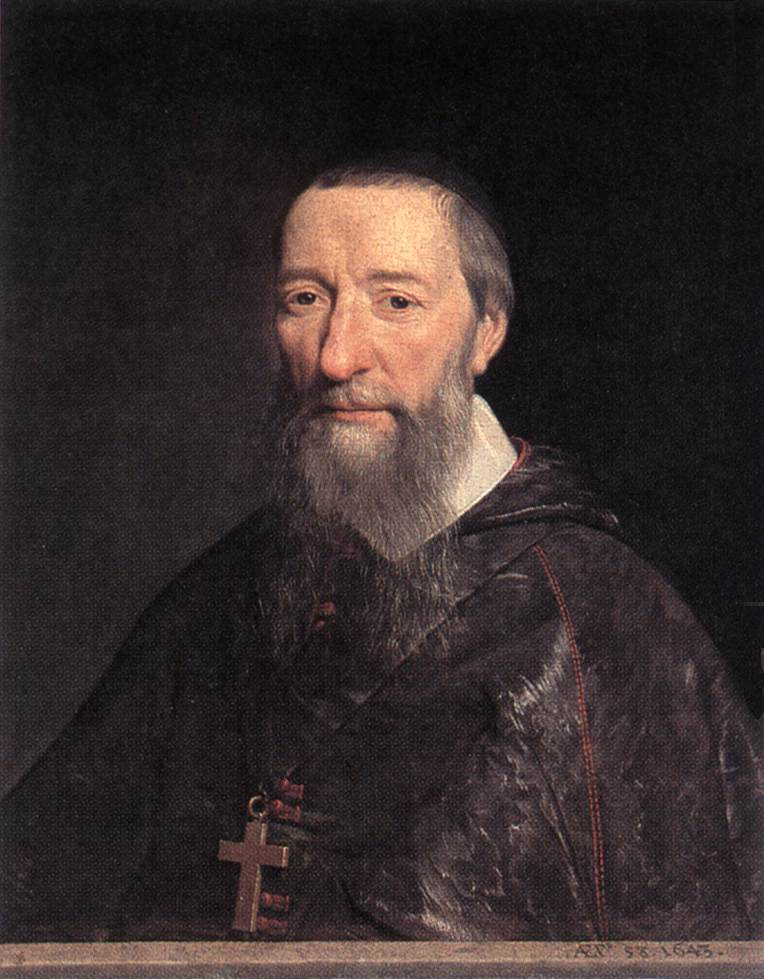
Philippe de Champaigne: Porträt des Bischofs Jean-Pierre Camus (1643)

Jean-Pierre Camus (* 3. November 1584 in Paris; † 25. April 1652 ebenda) war ein französischer römisch-katholischer Bischof und Schriftsteller des Barock.

## Leben und Werk
Camus studierte Rechtswissenschaft und war von 1602 bis 1606 Advokat in Paris. Dann studierte er zwei Jahre Theologie, wurde 1608 zum Priester geweiht und bereits ein Jahr später als Bischof von Belley eingesetzt. Er nahm sein Amt ernst und gewann die Freundschaft von Franz von Sales, der ihm auch am 30. August 1609 die Bischofsweihe spendete. 1628 wurde er als zu ultramontan abgerufen und zog sich in das Zisterzienserkloster Aulnay in Aunay-sur-Odon zurück, wurde aber schon bald zum Generalvikar im Erzbistum Rouen ernannt. 1649 ging er nach Paris zurück und betreute Kranke im Hospice des Incurables (heute Hôpital Laennec). 1650 wurde er von französischer Seite zum Bischof von Arras berufen, starb aber vor Antritt seines Amtes. Ihm entgegen stand von spanischer Seite Ladislas Jonnart als Bischof von Arras.
Bischof Camus war einer der fruchtbarsten Autoren der französischen Sprache. Im Dienste der katholischen Gegenreform schrieb er rund zweihundert erbauliche Romane, in denen er mit der drastischen Schilderung sündigen Verhaltens abschreckend wirken wollte und damit zum Vorläufer des roman noir wurde. Seine größte Leistung sind die zehn Bände mit dem Titel Diversités (1608–1618), die nach dem Vorbild der Essais von Montaigne mit großer humanistischer Gelehrsamkeit verfasst sind und in der zweiten Hälfte des 20. Jahrhunderts von Jean Descrains eingehend untersucht wurden. Der lange vergessene und von Charles-Augustin Sainte-Beuve verachtete Autor wurde von Henri Bremond wiederentdeckt, der ihn den Walter Scott des christlichen Humanismus nannte. Jean Calvet sprach vom Alexandre Dumas der Frömmigkeit. In neuester Zeit ist Camus Gegenstand zahlreicher literaturwissenschaftlicher Arbeiten.

## Weitere Werke (Auswahl)
- Homélies des États généraux, 1614-1615, hrsg. von Jean  Descrains, Genf, Droz, 1970.
- Les spectacles d'horreur, hrsg. von Stéphan Ferrari, Paris, Classiques Garnier, 2023.
- L’Esprit de saint François de Sales, 6 Bde., Paris, 1641 (mehrere Auflagen).
  - Der Geist des heiligen Franz von Sales, Fürstbischofs von Genf, Regensburg, Manz, 1913.
  - Die Weisheit des Franz von Sales, hrsg. von Jacques Caryl, Olten, Walter, 1949.
  - Vom Geist der Heiligkeit. Aus den Erinnerungen an den heiligen Franz von Sales, Mainz, Matthias Grünewald, 1956.
- Divertissement historique, hrsg. von Constant Venesoen, Tübingen, G. Narr, 2002 (mit Biografie, französisch).